# Rufinus de Byzance
Rufinus de Byzance fut évêque de Byzance de 284 à  293.

## Contexte
Rufinus ou Rufin est le 3e évêque de Byzance mentionné par Venance Grumel dans la liste des patriarches de Constantinople publiée dans son ouvrage à qui il attribue un épiscopat de 284 à 293.